# Nesting

Lage von Nesting auf den Shetlands

Nesting ist eine historische Verwaltungseinheit (Civil Parish) auf den Shetlandinseln im Norden von Schottland. Vom Typ her handelt es sich um eine Gemeinde.
Das Gebiet des Civil Parishes liegt im Nordosten der Insel Mainland und umfasst auch zahlreiche vorgelagerte Inseln, unter denen Bruray,  Housay und Whalsay die größten sind. Angrenzende Einheiten sind Delting im Nordwesten und Tingwall im Südwesten.
Unter den zugehörigen Ortschaften sind Billister, Brough, Clate, Garth, Hamister, Hamnavoe, Huxter, Isbister, Kirkabister, Laxfirth, Lunna, Marrister, Mooradale, North Park, Skaw, Skellister, Sodom, Symbister, Vats-houll und Vidlin.
Aus dem Civil Parish ging Ende des 20. Jahrhunderts die Community Council Area Nesting and Lunnasting hervor.